# Сьйон (округ)
Сьйон (фр. District de Sion) — округ у Швейцарії в кантоні Вале.
Адміністративний центр — Сьйон.

## Громади
У таблиці наведено список громад округу станом на 2022 рік, населення та площа станом на 2019 рік.

| Українська назва | Оригінальна назва | Код BFS | Населення | Площа |
| ---------------- | ----------------- | ------- | --------- | ----- |
| Арба             | Arbaz             | 6261    | 1302      | 19,2  |
| Везона           | Veysonnaz         | 6267    | 590       | 1,1   |
| Грімізюа         | Grimisuat         | 6263    | 3509      | 4,5   |
| Сав'єз           | Savièse           | 6265    | 7814      | 71,0  |
| Сьйон            | Sion              | 6266    | 34710     | 34,9  |